# Superfluido polaritón
Físicos de la Universidad norteamericana de Pittsburg han creado una nueva forma de materia, denominada “superfluido polaritón”, que combina y mejora las características de los láseres y los superconductores.  Según David Snoke, jefe del equipo, se trata de un sólido con varias partículas de energía conocidas como “Polariton” que han sido atrapadas y frenadas.
Sus responsables afirman que este nuevo estado de la materia conduce la electricidad sin pérdidas a temperaturas más altas que los superconductores convencionales, y creen  que podrían conseguir en un futuro cercano su funcionamiento incluso a temperatura ambiente. Asimismo, explican, conduce las emisiones de luz de manera más eficiente energéticamente que los láseres convencionales.
El trabajo de los investigadores de Pittsburg es un paso más hacia el objetivo de los científicos de crear nuevas tecnologías que permitan la transmisión de señales ópticas a través de la materia sólida.
(Enseña en un espacio de dos dimensiones la luminiscencia de la polarización mientras se incrementa la emisión láser).